# Muscle procérus
«  Procérus » redirige ici. Pour les autres significations, voir Procerus.
Le muscle procérus,,,,,,, (musculus procerus), ou muscle pyramidal du nez en ancienne nomenclature,,, est un petit muscle impair situé à la racine du nez.

## Description
- Origine : le muscle procérus naît par des fibres tendineuses de la partie externe et basse de l'os nasal et de la partie supérieure du cartilage nasal latéralsous-jacent.
- Trajet : il monte vers la racine du nez, entrecroisant ses fibres avec celles du ventre frontal du muscle occipito-frontal
- Terminaison : il s'achève sur la face profonde de la peau au niveau de la glabelle.

## Innervation
Le muscle procérus est innervé par un rameau zygomatique du nerf facial.

## Action
Le muscle procérus abaisse l'angle médial des sourcils provoquant un froncement de leur part.

## Aspect clinique

### Signe du procérus
Le signe du procérus est une dystonie de ce muscle et indique une paralysie supranucléaire progressive (PSP).

### Dénervation
Le muscle procérus peut être dénervé pour réduire les sillons autour de la glabelle causés par le froncement des sourcils. Cela est réalisé dans la chirurgie esthétique en sectionnant la branche temporale du nerf facial, bien que d'autres branches puissent également devoir être coupées.